# Estat d'alarma, excepció i setge (Estat espanyol)
|  | No s'ha de confondre amb Estat d'alarma (pel·lícula). |

Els estats d'alarma, excepció i setge són els tres règims d'excepció previstos en l'article 116 de la Constitució espanyola de 1978 que atorguen poders excepcionals a les autoritats civils o militars d'Espanya per poder afrontar situacions extraordinàries i greus.
L'estat d'alarma està motivat per catàstrofes naturals, paralització de serveis públics essencials, epidèmies greus, o desproveïment de productes de primera necessitat. Ho pot declarar el Govern espanyol per decret amb una durada màxima de quinze dies, prorrogable amb autorització de Congrés dels Diputats.
L'estat d'excepció està motivat per greus alteracions en l'exercici dels drets fonamentals, en el funcionament de les institucions de l'Estat o en l'ordre públic. Ho pot declarar el Govern només si prèviament l'ha autoritzat al Congrés dels Diputats amb una durada màxima de trenta dies, prorrogable exclusivament per un termini igual, amb nova autorització del Congrés dels Diputats.
L'estat de setge està motivat per una insurrecció o acte de força contra la sobirania o independència d'Espanya, la seva integritat territorial o l'ordenament constitucional. Ho pot declarar al Congrés dels Diputats, però només si prèviament l'hi ha proposat el Govern.
Des de l'aprovació de la Constitució el 1978, s'ha decretat quatre vegades l'estat d'alarma. La primera va ser a finals de 2010 i principis de 2011, amb motiu d'una paralització del servei públic essencial del transport aeri, va durar 43 dies i va afectar només als edificis propietat d'Aeroports Espanyols i Navegació Aèria (Aena). Les tres següents van ser a causa de la crisi sanitària per la pandèmia de COVID-19 a Espanya: en primer lloc un estat d'alarma nacional de 98 dies entre març i juny de 2020, en segon lloc un nou estat d'alarma de 15 dies a mitjans d'octubre limitat a alguns municipis de Madrid, i en tercer lloc de nou un nou estat d'alarma, que va començar el 25 d'octubre de 2020 i que va acabar el 9 de maig de 2021.
No s'han declarat els estats d'excepció o de setge després de la Transició. A Espanya, l'últim estat d'excepció va decaure el 25 de juliol de 1975 després de sufocar el Govern intents pertorbadors de caràcter subversiu i terrorista a Biscaia i Guipúscoa. Per la seva banda, l'últim estat de setge va acabar l'1 d'abril de 1939, quan el Govern franquista va donar oficialment per acabada la Guerra Civil després de prendre el control del port d'Alacant aquest mateix dia.

## Estat d'alarma
El Govern d'Espanya, emprant les facultats que li atorga aquest article, pot declarar l'estat d'alarma en tot el país o una part, quan es produeixi alguna de les següents alteracions greus de la normalitat: 
- Risc greu, catàstrofe o calamitat pública, com terratrèmols, inundacions, incendis urbans i forestals o accidents de gran magnitud.
- Crisis sanitàries, com epidèmies i situacions de contaminació greus.
- Situacions de desabastiment de productes de primera necessitat.
- Paralització de serveis públics essencials per a la comunitat i es doni alguna de les circumstàncies o situacions anteriors.

L'estat d'alarma és declarat pel govern mitjançant decret acordat en Consell de Ministres per un termini màxim de 15 dies, notificant el Congrés dels Diputats. Passats 15 dies, el Congrés ha d'aprovar la possible pròrroga d'aquest estat, i establir l'abast i condicions vigents durant la pròrroga.
Segons l'article 11 de la Llei Orgànica 4/1981, l'estat d'alarma permet, entre d'altres al govern espanyol: 
- Limitar la circulació o permanència de persones o vehicles en hores i llocs determinats, i/o condicionar-la al compliment de certs requisits.
- Requisar temporalment tota mena de béns i imposar certes prestacions personals obligatòries.
- Intervenir i ocupar temporalment indústries, fàbriques, tallers, explotacions o locals de qualsevol naturalesa, d'acord amb els ministeris corresponents.
- Limitar o racionar l'ús de serveis o el consum d'articles de primera necessitat.
- Dictar les ordres necessàries per assegurar el proveïment dels mercats i el funcionament dels serveis i dels centres de producció afectats.

La conseqüència principal és la possibilitat d'obligar la incorporació immediata als seus llocs de treball del personal clau per resoldre la situació. També atorga la possibilitat de prendre el control immediat de ‘totes les autoritats civils' públiques i funcionaris a les zones on s'apliqui l'estat d'alarma.

### Aplicacions de l'estat d'alarma

#### Crisi dels controladors de 2010
El dissabte 4 de desembre de 2010, a les 12.30 hores, el Govern d'Espanya va declarar per primera vegada des de la transició democràtica l'estat d'alarma a tot el país, amb motiu del tancament de l'espai aeri a causa de la vaga de controladors. El govern es va emparar que aquest és un servei públic bàsic, i que s'estaven produint uns greus perjudicis als ciutadans i a l'economia del país.
El Govern, emparant-se en l'article 11 de la Llei Orgànica 4/1981 d'1 de juny, dels estats d'alarma, excepció i setge; va mobilitzar els controladors aeris, passant a ser considerats com a personal militar mentre durés l'estat d'alarma. Això va provocar que si no haguessin retornat a lloc de feina s'haguessin enfrontat a fortes penes de presó per desobeir les ordres d'un comandament militar i per deserció.
El Consell de Ministres va sol·licitar, el 14 de desembre, al Congrés dels Diputats una pròrroga de l'estat d'alarma fins al dia 15 de gener a les 24 hores, que li va ser concedida. Conseqüentment, el govern va acordar la pròrroga i l'estat d'alarma va quedar aixecat el 16 de gener de 2011, a les 0.00 hores.

#### Crisi sanitària per la pandèmia de coronavirus de 2020
El divendres 13 de març de 2020 el president del govern espanyol, Pedro Sánchez, va anunciar l'estat d'alarma per segona vegada des de la transició com a mesura excepcional per a la contenció de pandèmia per coronavirus de 2019-2020 que va afectar Espanya des de mitjan de febrer, i que s'implementaria des de l'endemà mateix, dissabte 14 de març. En el moment en què es va anunciar aquesta mesura, Espanya tenia més de 4.200 casos positius i 120 morts, essent la Comunitat de Madrid la regió més afectada, amb més de la meitat dels casos positius del país i 64 morts. Diversos governs havien decretat ja el tancament de locals d'hostaleria i negocis, mantenint oberts només farmàcies i negocis d'alimentació bàsica.
Hores abans d'anunciar-se aquesta mesura, es feien públiques les mesures urgents aprovades pel Consell de Ministres extraordinari, amb una injecció de 14.000 milions d'euros, publicades per decret en el BOE, que incloïa mesures com l'ajornament del pagament d'impostos durant sis mesos per a empreses, pimes i autònoms. El Govern també va modificar la Llei 50/1997, de 27 de novembre, afegint una disposició final primera en la qual s'expressava que en el cas de situacions excepcionals "i quan la naturalesa de la crisi ho exigeixi, el President del Govern podrà decidir motivadament que el Consell de Ministres, les Comissions Delegades del Govern i la Comissió General de Secretaris d'Estat i Sotssecretaris puguin celebrar sessions, adoptar acords i aprovar actes a distància per mitjans electrònics, sempre que els membres participants es trobin en territori espanyol i quedi acreditada la seva identitat […] A aquests efectes, es consideren mitjans electrònics vàlids les audioconferències i videoconferències", mesura presa després que dues ministres del Govern, les titulars d'Igualtat, Irene Montero, i Política territorial i Funció pública, Carolina Darias, donessin positiu per COVID-19.
A Catalunya el dijous 12 de març es va procedir a confinar els municipis d'Igualada, Vilanova del Camí, Òdena i Santa Margarida de Montbui, a la comarca de l'Anoia, aïllant gairebé 70.000 persones durant 14 dies, ja que en aquests municipis és on es trobava el focus principal del coronavirus. L'endemà, el govern de la Generalitat de Catalunya va demanar el confinament de tot el país.
El diumenge 25 d'octubre de 2020 Pedro Sánchez, en plena segona onada de la pandèmia, decreta l'estat d'alarma per tercera vegada des de la transició, i que s'implementaria el mateix vespre, gestionat per les autonomies amb mínims comuns, amb marge per prendre mesures per fer front al coronavirus.